# Puerta de Moros

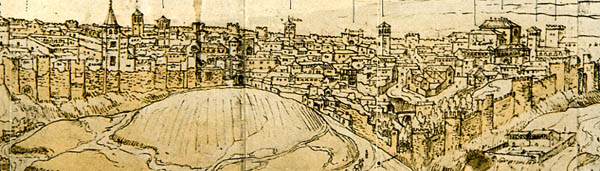
Detalle del dibujo realizado por Anton Van der Wyngaerde en 1562, donde se observa la muralla cristiana de Madrid, desde su arranque en la muralla musulmana, cerca de la Puerta de la Vega (a la izquierda), hasta la Puerta de Moros, en la actual plaza del Humilladero (a la derecha).

La Puerta de Moros era una de las puertas de acceso a Madrid. Se encontraba ubicada en el lienzo de la muralla cristiana de Madrid, y ya cercana al Alcázar. 

## Características
Las puertas adyacentes de la muralla cristiana eran la de Valnadú y la de la Vega. La de Moros, por hallarse junto al arrabal mudéjar, estaba cercana a la Plazuela de los Carros, luego plaza del Humilladero, entre la calle del Almendro y la Cava Baja. Orientada al suroeste, era la puerta preferida por aquellos que salían hacia Toledo, y al parecer era similar a las torres de Serranos en Valencia. Fue destruida en 1412 durante una sublevación popular, pero se construyó otra en el siglo XVI que es la que aparece en dibujo realizado por Anton Van der Wyngaerde en 1562. Tras su derribo definitivo el espacio fue conocido como la Plaza de Puerta de Moros, con una elegante fuente coronada por la estatua del pastor Endimión, hasta que en 1864 el conjunto fue trasladado para decorar la nueva fuente de Lavapiés.